# Instituto Nacional de Investigación del Genoma Humano (Estados Unidos)
El National Human Genome Research Institute (cuyas siglas son NHGRI, en español Instituto Nacional de Investigación del Genoma Humano) es una de las instituciones de los Institutos Nacionales de Salud de los Estados Unidos. Sus principales funciones son investigar la estructura y la función del genoma, descifrar las bases moleculares de las enfermedades humanas y realizar investigación clínica para establecer cómo usar la información genómica con el objetivo de mejorar los tratamientos médicos.
El 14 de abril de 2003, el NHGRI, el Departamento de Energía de los Estados Unidos (DOE) y sus socios del Consorcio Internacional para la Secuenciación del Genoma Humano, anunciaron la terminación exitosa del Proyecto Genoma Humano.

## Historia
El NHGRI comenzó como el Centro Nacional para Investigaciones del Genoma Humano (National Center for Human Genome Research, NCHGR), que fue establecido en 1989 para desempeñar las funciones de los NIH en el Proyecto Genoma Humano, que fue desarrollado en colaboración con el Departamento de Energía de los Estados Unidos (Department of Energy, DOE), y comenzó en 1990 para crear un mapa del genoma humano. En 1993, el NCHGR amplió sus funciones en el campus del NIH al establecer la División de Investigación Intrainstitucional para aplicar ingeniería genética al estudio de enfermedades específicas. En 1996, también se estableció el Centro para la Investigación de Enfermedades Hereditarias (Center for Inherited Disease Research, CIDR), cofundado por ocho de los institutos y centros del NIH, para estudiar los componentes genéticos de trastornos complejos.
En 1997, el Departamento de Salud y Servicios Humanos de los Estados Unidos cambió el nombre del NCHGR a Instituto Nacional de Investigación del Genoma Humano (National Human Genome Research Institute, NHGRI), elevándolo oficialmente a la categoría de instituto de investigación, convirtiéndose en uno de los 27 institutos y centros que forman el NIH.
El 14 de abril de 2003, el NHGRI anunció la terminación exitosa del Proyecto Genoma Humano.
Con la secuencia completa del genoma humano disponible desde abril de 2003, los científicos alrededor del mundo tienen acceso a una base de datos que facilita y acelera enormemente el ritmo de la investigación biomédica. La historia del Proyecto Genoma Humano, la historia de la genómica y la historia del NHGRI están inextricablemente entrelazadas.